# Naseobina Lišnja
Naseobina Lišnja (cyr. Насеобина Лишња) – wieś w Bośni i Hercegowinie, w Republice Serbskiej, w gminie Prnjavor. W 2013 roku liczyła 277 mieszkańców.